# شتسوو
شتسوو (به آلمانی: Steesow) یک منطقهٔ مسکونی در آلمان است که در گرابو واقع شده‌است. شتسوو ۱۹۷ نفر جمعیت دارد.